# Sören Johansson
Sören Johansson är en svensk musiker, som ingår i ensemblen Bortalaget. Han har tidigare varit medlem i Trance Dance och Peter Carlsson & Blå Grodorna. Johansson är uppvuxen i Kristinehamn. Efter studier vid musikhögskolan i Stockholm frilansade han som musiker. Han spelar bl.a. trummor, vibrafon och gitarr. Johansson är bosatt i Falun och är anställd av Högskolan Dalarna, där han bl.a. undervisar i ämnet musikproduktion.